# Bagala

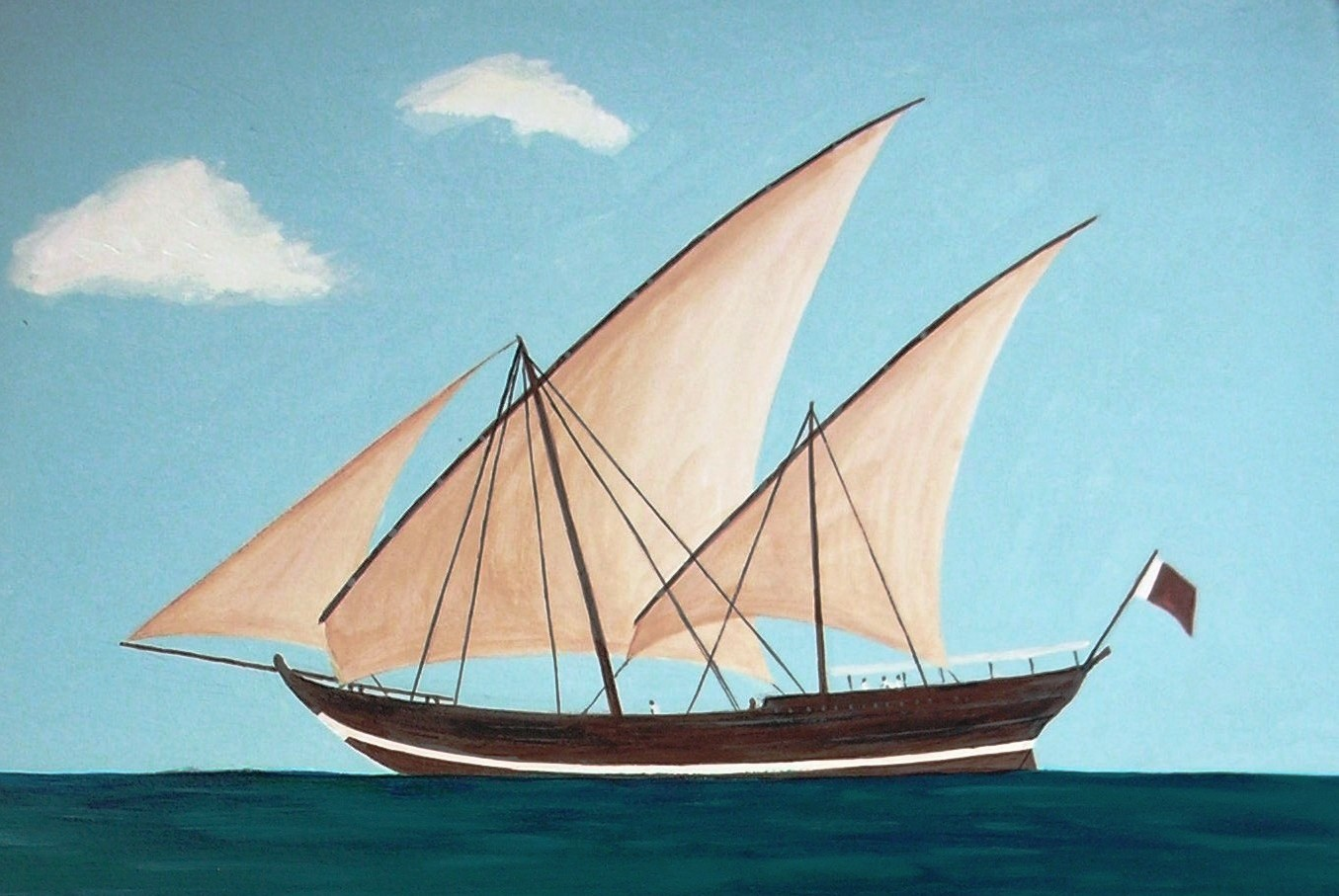
Bagala

Bagala es un tipo de barco árabe de 100 a 400 toneladas, de popa muy arrufada y parecida a la de nuestros antiguos navíos; su proa es rasa y de mucho lanzamiento
Tiene toldilla y lleva cañones sobre cubierta y algunas veces en el entrepuente. Sus formas son muy esbeltas, y a consecuencia del lanzamiento de su proa, la quilla tiene dos tercios de la longitud total. El codaste es vertical y los forros y cuadernas como en los buques europeos. Tiene dos palos, el mayor colocada en el centro del buque por la cara do popa de uno de sus baos, en el cual, lo mismo que en el de proa, largan una vela, de forma trapezoidal y de gran tamaño, sin rizos ni cabos con que poder cargarlas. En caso necesario se sustituyen con otras más pequeñas. 
Es de mucho andar y gobierna fácilmente en cuatro cuartas pero su maniobra exige muchos brazos. Frecuentan el mar Rojo y el océano Índico desde el istmo de Suez hasta el cabo Comorin.